# Estadio Moderno Julio Torres
El estadio Moderno Julio Torres es un escenario deportivo multipropósito para la práctica del fútbol, rugby y ultimate en Barranquilla, Colombia.
Es considerado la «Cuna del Fútbol Colombiano» por haberse jugado el 7 de agosto de 1922 en sus instalaciones, de manera organizada, el primer partido de este deporte en Colombia; se enfrentaron los oncenos Colorado y Azules. El estadio Moderno Julio Torres fue declarado patrimonio cultural y deportivo de la Nación por medio de la Ley 1067 del 29 de julio de 2006.

## Historia
Entre 1925 y 1926, el alcalde Julio Montes convierte el Campo Boyacá en el barrio montes en el ‘Stadium Moderno’, el primer estadio de fútbol en Colombia. En 1929 se realiza en el Moderno el primer partido internacional en Colombia: Sporting vs Club Ciclista Lima Association, del Perú (0-1). Julio Montes gestionó la reconstrucción del estadio en 1936: Tribuna con techo, palcos y cabinas para periodistas fueron las obras realizadas. En 1940, la muerte repentina del delantero de la selección Atlántico y capitán de Junior, Julio Torres, dio paso para hacerle un homenaje bautizando el Moderno con su nombre, lo cual se produjo en los años 1970.
Ubicado en el barrio Montes de Barranquilla, en el estadio Moderno surgieron grandes figuras del fútbol colombiano como Roberto Meléndez, Romelio Martínez, los hermanos Vigorón y Marcos Mejía, Juan Quintero, Julio Torres, Dagoberto Ojeda, Casimiro Guerra, César De la Rosa, el Negro Julio Caro, Arturo Joliani, Julián "Pecho de Piedra" Ochoa, Rigoberto "Me Muerde" García, entre otros, quienes, con algunos refuerzos del interior del país, participaron en los V Juegos Centroamericanos y del Caribe, llevados a cabo en Barranquilla en 1946, en los cuales Colombia resultó campeón invicto.
En 1926 se realizó el primer partido internacional entre una selección de Costa Rica y una selección del Atlántico, en el cual se impusieron los locales cuatro goles por uno. Algunos de los jugadores que participaron en por parte del onceno de casa fueron: Roberto Meléndez, El Negro Coro, José Escorcia, Oscar Guillermo Herrera, Espada Yapes, Juan Zaraza.
El Junior jugó hasta 1944 en el estadio Moderno. En 1972, Pelé colocó una placa en la que se programaba la adecuación y remodelación del estadio.

## Remodelación
El estadio fue remodelado y utilizado como escenario del ultimate, el rugby y el fútbol de los Juegos Centroamericanos y del Caribe 2018. El proyecto constó de la construcción de graderías, canchas en césped sintético, vestuarios, parqueadero, iluminación, zonas de calentamiento, áreas comerciales y una fachada en acrílico. La inversión fue de $9000 millones de pesos. El aforo es de 2175 espectadores. El área construida, de 6023 metros cuadrados, 3 niveles, altura 22,28 m (cubierta) y 30 m (torres de iluminación). El nuevo diseño arquitectónico estuvo a cargo de los arquitectos Andrés Rodríguez Cabra y María Esperanza Rodríguez Benavides.